# Sauvetage en mer de Timor
Ne doit pas être confondu avec Safe Harbor.
Sauvetage en mer de Timor (Safe Harbour) est une mini-série australienne en quatre épisodes d'environ 50 minutes diffusée entre le 7 et le 28 mars 2018 sur la chaîne SBS (en).
En France, la série est diffusée le 14 février 2019 sur Arte. Elle reste néanmoins inédite dans tous les pays francophones.

## Synopsis
L'histoire commence lorsqu'un groupe de cinq amis embarque pour un voyage en yacht de Brisbane en Indonésie. Sur leur chemin, ils rencontrent un bateau surchargé de réfugiés. Les amis décident donc de les aider, ce qui conduit à une série d'événements tragiques.

## Distribution

### Acteurs principaux
- Ewen Leslie (VF : Lionel Tua) : Ryan Gallagher
- Leeanna Walsman (VF : Rafaèle Moutier) : Bree Gallagher
- Joel Jackson (en) (VF : Raphaël Cohen) : Damien Pascoe
- Phoebe Tonkin (VF : Jessica Monceau) : Olivia Gallagher
- Hazem Shammas (VF : Marc Perez) : Ismail Al-Bayati
- Nicole Chamoun (VF : Olivia Nicosia) : Zahra Al-Bayati
- Jacqueline McKenzie (VF : Anne O'Dolan) : Helen Korczak
- Robert Rabiah (en) (VF : Omar Salim) : Bilal Al-Bayati

### Acteurs récurrents
- Yazeed Daher (VF : Julien Crampon) : Asad Al-Bayati
- Ella Jaz Macrokanis (VF : Lila Lacombe) : Madison Gallagher
- Callum Aston : Lachlan Gallagher
- Maha Riad : Yasmeen Al-Bayati
- Pacharo Mzembe (en) (VF : Diouc Koma) : Matou
- Pip Miller : Graham Newland
- Susan Prior (VF : Pauline Moulène) : Renee (3 épisodes)
- Damien Garvey (en) : Officier Wade (2 épisodes)
- Andrea Moor (en) : Officier Matera (2 épisodes)
- Ayik Chut : Hamid (1 épisode)
- Ron Kelly : Gus (1 épisode)
Version française
- Société de doublage : Cinephase
- Adaptation française : Sylvie Abou Isaac
- Direction artistique : Sylvie Moreau
- Enregistrement et mixage : Pascal Rybicki

 Source et légende : version française (VF) sur RS Doublage et carton de doublage télévisuel.

## Production
La chaîne annonce le casting le 15 mai 2017. Au casting seront présents Phoebe Tonkin (H2O, Vampire Diaries, The Originals), Joel Jackson (Deadline Gallipoli, Peter Allen: Not the Boy Next Door), Ewen Leslie (Top of the Lake), Leeanna Walsman (Looking for Alibrandi, Seven Types of Ambiguity) ou encore Jacqueline McKenzie (Les 4400, La Promesse d'une vie). D'autres acteurs s'ajoutent à la distribution principale tels que Hazem Shammas (Underbelly), Nicole Chamoun (Kick) et Robert Rabiah (Demain, quand la guerre a commencé, Secret City).
La série a été entièrement filmée à Brisbane dans l'état de Queensland en juin 2017. La série a été réalisée par Glendyn Ivin (Seven Types of Ambiguity, The Beautiful Lie) et a été produite pour la chaîne SBS par la société de production Matchbox Pictures qui est à l'origine de nombreuses séries telles que The Family Law, Secret City, Seven Types of Ambiguity, Wanted ou encore Barracuda.
La série a été produite par Sue Masters qui a notamment travaillé sur plusieurs séries de SBS telles que The Principal, Deep Water et The Family Law ainsi que par les producteurs de la société Matchbox Pictures, Debbie Lee (Glitch, Hyde & Seek) et Stephen Corvini (Hyde & Seek, Better Man).
Marshall Heald, directeur de la chaîne de télévision SBS, a déclaré au sujet de cette série : « Safe Harbour poursuit la lignée des séries dramatiques de SBS telles que The Principal, Deep Water et Sunshine. C'est une série avec un cœur et un but, que seule SBS pourrait créer. C'est un thriller psychologique qui captivera le public et les amènera à parler de questions qui nous touchent tous. » (« Safe Harbour continues SBS’s run of making bold and thought-provoking drama, following The Principal, Deep Water and the recently announced Sunshine. This is a series with heart and purpose, that only SBS could make – a psychological thriller that will both captivate audiences and get them talking about issues that impact all of us. »).
Il a par la suite déclaré : « Nous sommes ravis de travailler avec l'équipe de Matchbox Pictures et un brillant casting qui donne vie à l'histoire dans la magnifique ville de Brisbane. » (« We are excited to be working with the enormously talented Matchbox Pictures team and a brilliant young ensemble cast who bring the story to life in beautiful Brisbane. »).

### Fiche technique
- Titre original : Safe Harbour
- Création : Belinda Chayko, Phil Enchelmaier, Simon Kennedy
- Réalisation : Glendyn Ivin
- Scénario : Matt Cameron (en), Belinda Chayko, Phil Enchelmaier, Simon Kennedy, Stephen Corvini, Anthony Mullins
- Direction artistique : Jodie Whetter
- Costumes : Vanessa Loh
- Photographie : Sam Chiplin
- Montage : Mark Atkin
- Casting : Marianne Jade, Leigh Pickford
- Production : Stephen Corvini
- Production exécutive : Belinda Chayko, Julie Forster, Debbie Lee, Sue Masters (en)
- Société de production : Matchbox Pictures (en)
- Pays d'origine :  Australie
- Langue originale : Anglais
- Format : Couleur
- Genre : Drame, thriller
- Durée : 49–57 minutes

 Sauf indication contraire, les informations mentionnées dans cette section peuvent être confirmées par la base de données cinématographiques IMDb,  présente dans la section « Liens externes ».

## Épisodes
| № | Titre     | Scénario                         | Première diffusion | Code de prod. | Audiences |
| - | --------- | -------------------------------- | ------------------ | ------------- | --------- |
| 1 | Épisode 1 | Belinda Chayko                   | 7 mars 2018        | 299879-1      | 167 000   |
| 2 | Épisode 2 | Matt Cameron (en)                | 14 mars 2018       | 299879-2      | 146 000   |
| 3 | Épisode 3 | Belinda Chayko, Phil Enchelmaier | 21 mars 2018       | 299879-3      | 138 000   |
| 4 | Épisode 4 | Belinda Chayko                   | 28 mars 2018       | 299879-4      | N/D       |

## Distinctions
| Année | Prix                                                           | Catégorie                                   | Travail nommé    | Résultat   |
| ----- | -------------------------------------------------------------- | ------------------------------------------- | ---------------- | ---------- |
| 2018  | Festival international des programmes audiovisuels de Biarritz | Fipa d'or de la meilleure musique originale | Stephen Rae (en) | Lauréat    |
| 2018  | Logie Awards                                                   | Meilleur acteur de second rôle              | Hazem Shammas    | Lauréat    |
| 2018  | Logie Awards                                                   | Meilleur acteur                             | Ewen Leslie      | Nomination |
| 2018  | Logie Awards                                                   | Meilleure actrice                           | Leeanna Walsman  | Nomination |
| 2018  | Logie Awards                                                   | Meilleure mini-série ou téléfilm            | Safe Harbour     | Nomination |
| 2018  | Logie Awards                                                   | Meilleure actrice de second rôle            | Nicole Chamoun   | Nomination |